# Raccourci (informatique)
 (signalé en juillet 2025).
Si vous disposez d'ouvrages ou d'articles de référence ou si vous connaissez des sites web de qualité traitant du thème abordé ici, merci de compléter l'article en donnant les références utiles à sa vérifiabilité et en les liant à la section « Notes et références ».
- Archive Wikiwix
- Bing
- Cairn
- DuckDuckGo
- E. Universalis
- Gallica
- Google
- G. Books
- G. News
- G. Scholar
- Persée
- Qwant
- (zh) Baidu
- (ru) Yandex
- (wd) trouver des œuvres sur Wikidata

Sur le système d'exploitation Windows, un raccourci est un petit fichier (de 1 ko à 2 ko) qui redirige vers un autre fichier. Il est symbolisé par une petite flèche noire ou bleue dans un carré blanc en bas à gauche de l'icône du fichier.
Les raccourcis sont souvent placés sur le bureau.

## Extension
Comme chaque fichier, les raccourcis ont une extension de fichier : celle-ci est .lnk, du mot anglais link (lien).

## Utilité
Ils permettent d'ouvrir un fichier directement d'un endroit pratique, sans avoir à spécifier son chemin.
Par exemple pour ouvrir le fichier C:\Program Files\Mozilla Firefox\firefox.exe (fichier qui lance le navigateur Firefox), il est beaucoup plus rapide de double-cliquer sur un raccourci Mozilla Firefox.lnk placé sur le bureau que de s'y rendre via l'Explorateur Windows.

## Histoire
Sous Windows 3.x, les fichiers .pif étaient l'équivalent des fichiers .lnk qui sont apparus dans les versions suivantes de Windows.

## Équivalent sous d'autres systèmes d'exploitation
Les fichiers raccourcis .lnk n'ont pas d'équivalent direct sur les systèmes d'exploitation de type Unix. 
Ces derniers utilisent des liens symboliques ou des "Liens durs" qui ont un équivalent direct sous windows depuis Windows XP, mais qui n'ont eu des commandes utilisateur pour les gérer qu'à partir de Windows Vista.